# Rolls-Royce Trent XWB

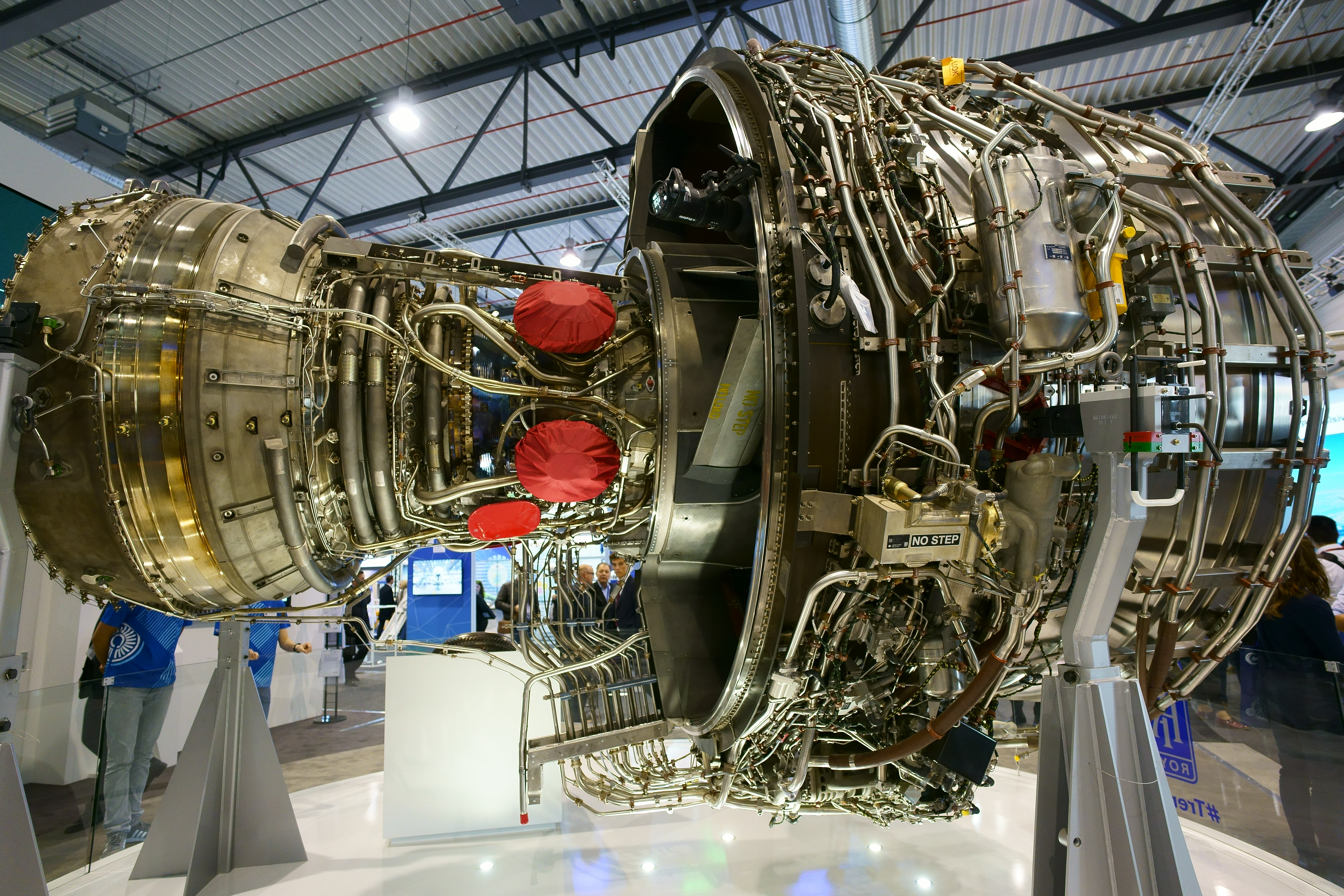
Un Trent XWB.

Le Rolls-Royce Trent XWB est un turboréacteur à double flux à fort taux de dilution produit par Rolls-Royce Holdings. En juillet 2006, le Trent XWB a été sélectionné comme moteur exclusif de l’Airbus A350. Le premier moteur a été mis en route le 14 juin 2010, il a effectué son premier vol sur un banc d’essai A380 le 18 février 2012, a été certifié début 2013, et a volé pour la première fois sur un A350 le 14 juin 2013.
Il a subi son premier arrêt moteur en vol le 11 septembre 2018, alors que la flotte avait accumulé 2,2 millions d’heures de vol.
Il conserve la configuration caractéristique à trois arbres de la famille Rolls-Royce Trent, avec une soufflante de 3 mètres de diamètre, un arbre intermédiaire (IP) et un arbre haute pression (HP). Le moteur, dont la poussée varie entre 84 200 et 97 000 livres (environ 375 à 432 kilonewtons), présente un taux de dilution de 9,6:1 et un taux de compression global de 50:1. C’est le moteur le plus puissant de la famille Trent.

## Développement
En 2004, Airbus subissait des pressions de la part de ses clients pour développer un concurrent au Boeing 787 Dreamliner, et a donc lancé en octobre 2005 l’A350, qui était alors une version améliorée de l’A330. Rolls-Royce proposa initialement une variante classique à prélèvement d’air moteur du Trent 1000, avec une poussée statique de 75 000 livres (environ 334 kN), le Trent 1700. En 2006, à la suite d’une révision du programme A350, Rolls-Royce conclut un accord pour équiper toutes les versions de l’avion avec une toute nouvelle variante du Trent XWB, avec des poussées comprises entre 75 000 et 95 000 livres (334 à 423 kN).
Avant le gel de la conception en décembre 2008, Airbus constata que la masse à vide de l’A350 dépassait de 2,2 tonnes la cible initiale de 133,5 tonnes. En conséquence, la masse maximale au décollage (MTOW) fut augmentée de 3 tonnes pour maintenir les capacités de charge utile et d’autonomie. Cela conduisit également Rolls-Royce à annoncer une légère augmentation des poussées nominales de chaque variante, avec un gain de 1 000 livres (environ 4,4 kN) par moteur. Didier Evrard, chef du programme A350, déclara que cette modification avait un impact « très marginal » sur la consommation de carburant.
Cette valeur fut à nouveau révisée en 2011, et les moteurs destinés à la version la plus grande de l’A350 furent portés à une poussée de 97 000 livres (environ 432 kN) pour répondre aux nouvelles exigences de performance, et mieux concurrencer le Boeing 777-300ER.

### Essais

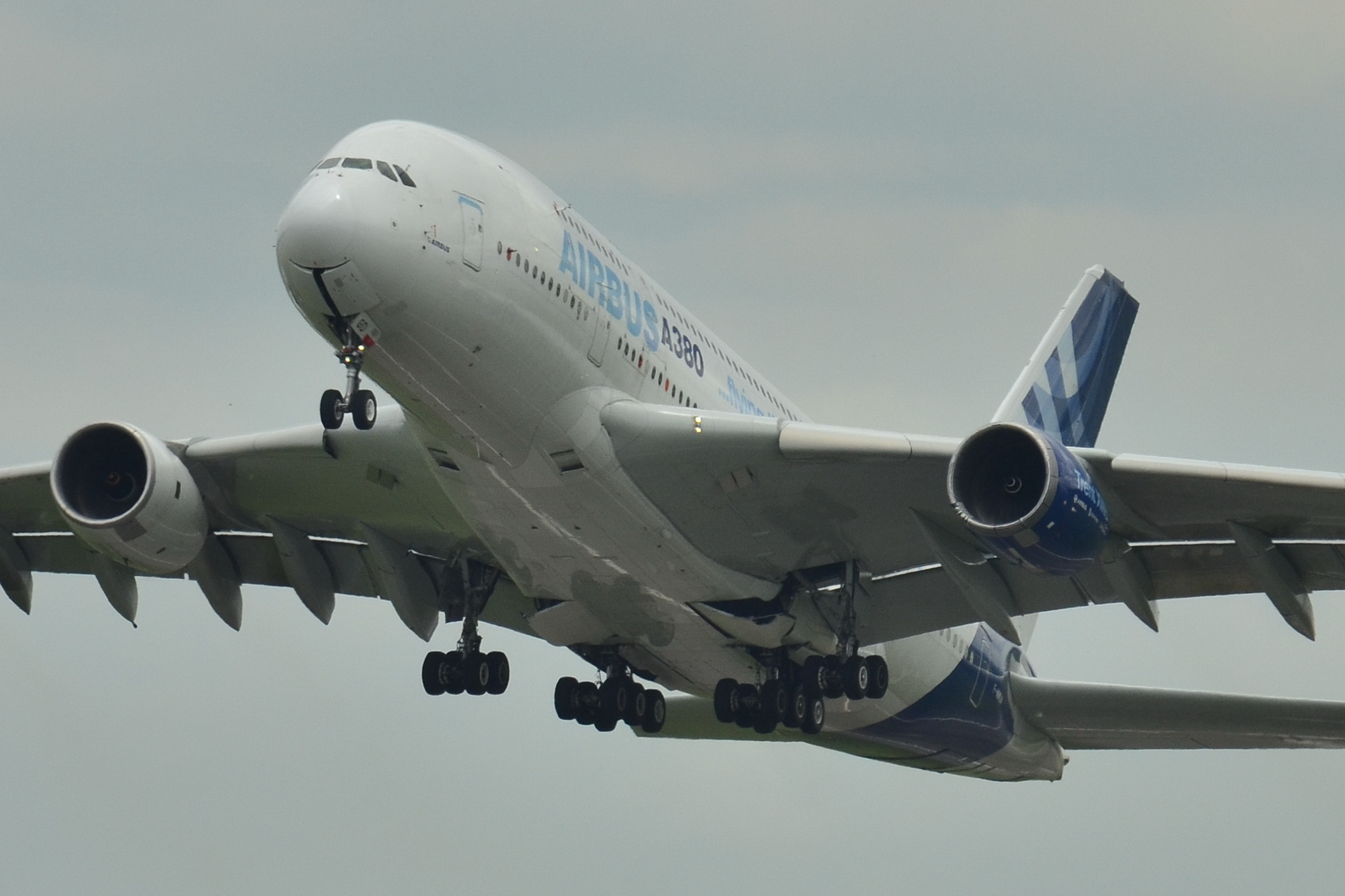
Essais en vol sur Airbus A380, nacelle bleue à droite.

Le premier essai moteur sur banc d’essai statique a eu lieu le 14 juin 2010. Le 18 février 2012, Airbus annonça que le Trent XWB avait effectué avec succès son premier vol à bord d’un Airbus A380 servant de banc d’essai en vol.
En octobre de la même année, l’entrée en service du premier moteur était prévue pour 2014, et la certification des premières variantes fut obtenue début 2013. Le premier vol d’un A350 XWB propulsé par le Trent XWB a eu lieu le 14 juin 2013.
Le 15 mai 2014, Rolls-Royce livra les premiers moteurs Trent XWB de série, avec une poussée de 84 000 livres (environ 374 kN), destinés au premier Airbus A350 XWB devant entrer en service chez Qatar Airways — l’assemblage final de ces moteurs de production avait commencé en février 2014.
Le 15 juillet 2014, Rolls-Royce annonça le premier essai du Trent XWB-97, d’une poussée de 97 000 livres (environ 432 kN), destiné à l’Airbus A350-1000.

### Exploitation

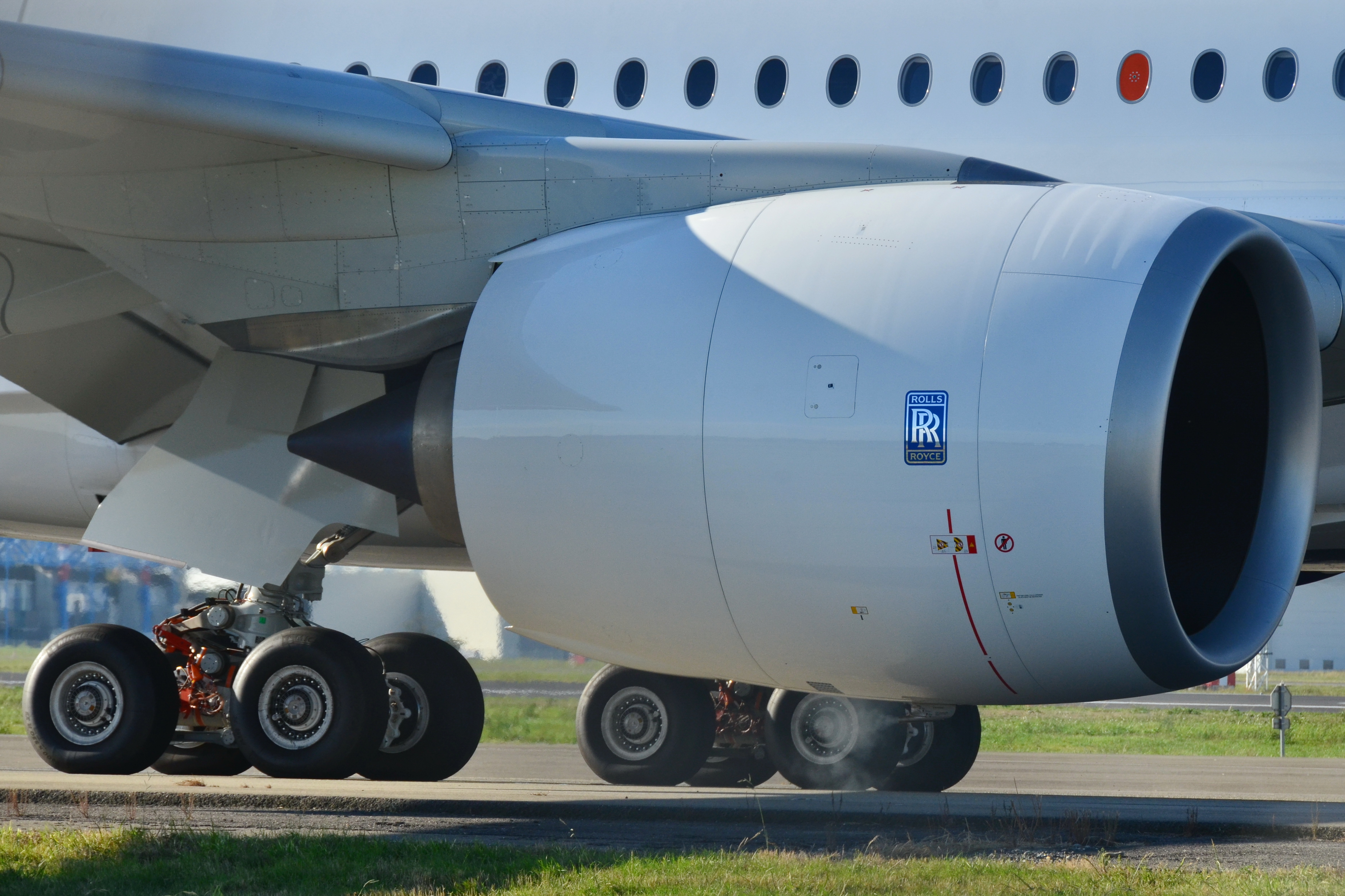
Installation sur une nacelle d'A350 XWB.

Le 26 juillet 2017, Airbus a livré le 100e A350, avec un rythme prévu de 10 par mois d’ici fin 2018, et durant les 30 premiers mois, la plupart des démontages de moteurs ont été effectués pour étaler la durée de vie sur l’aile d’un appareil ou pour collecter des données en service ; neuf moteurs Trent XWB sur dix sont sous contrat de service long terme avec Rolls-Royce, qui a désigné sept ateliers comme fournisseurs de MRO : son installation de Derby, ses coentreprises avec HAECO, SIAEC, et les indépendants Delta TechOps, Mubadala et Air France Industries-KLM. Il a dépassé 1 million d’heures de vol en octobre 2017 sans aucune interruption en vol et avec une fiabilité de départ de 99,4%.
En février 2018, le Trent XWB avait accumulé 1,3 million d’heures de vol avec une fiabilité de départ de 99,9%. Il a fallu deux ans pour atteindre un million d’heures de vol et neuf mois pour le deuxième million en juillet 2018, alors que 500 exemplaires avaient été livrés ; à ce moment, il affichait une fiabilité de départ de 99,9% et n’avait subi aucune coupure moteur en vol. Alors que la flotte accumulait 2,2 millions d’heures de vol et que le moteur leader avait effectué 3 500 cycles, un A350-900 d’Iberia livré fin juillet a dû se dérouter vers Boston après une coupure moteur en vol à 41,000 ft (12,497 m) lors d’un vol New York-Madrid le 11 septembre 2018, apparemment due à un léger dommage secondaire sur les stators variables.
En 2019, les pertes unitaires sur le XWB-84 ont été réduites de plus de 20 %, Rolls-Royce prévoyant un seuil de rentabilité pour fin 2020, tandis que les moteurs leaders de la flotte avaient accumulé plus de 22 000 h sans visite en atelier. Le XWB-97 à poussée plus élevée pour l’A350-1000 reste déficitaire, et pourrait le rester, car prolonger la durée de vie sur l’aile est plus rentable.
Lors du Dubai Airshow 2023, le président d’Emirates, Tim Clark, a déclaré que le moteur du A350-1000, le Trent XWB-97, n’offrirait qu’un quart du temps entre les visites de maintenance comparé à leurs besoins,. Des analystes de Citigroup affirment que ces commentaires font partie des tactiques de « négociation commerciale » de la compagnie, concernant prix ou garanties. Ils estiment que le 97-XWB à poussée plus élevée fonctionnerait à des températures plus élevées avec une usure accélérée, notamment dans les climats chauds et sableux, en notant que Qatar Airways exploite le Trent XWB-97 sans problèmes majeurs. Rolls-Royce aurait ensuite travaillé avec Emirates pour améliorer la durabilité dans les « conditions chaudes et sableuses ».
Le 2 septembre 2024, un A350-1000 propulsé par un Trent XWB de Cathay Pacific a subi un incendie moteur en vol. L’appareil a pu atterrir en sécurité, et la compagnie a inspecté ses 48 A350, en trouvant plusieurs présentant un défaut similaire à celui de l’appareil incidenté, dû à une conduite de carburant flexible endommagée. L’Agence de la sécurité aérienne de l’Union européenne a annoncé qu’elle exigerait une inspection unique des moteurs Trent XWB à la suite de cet incident.

## Conception

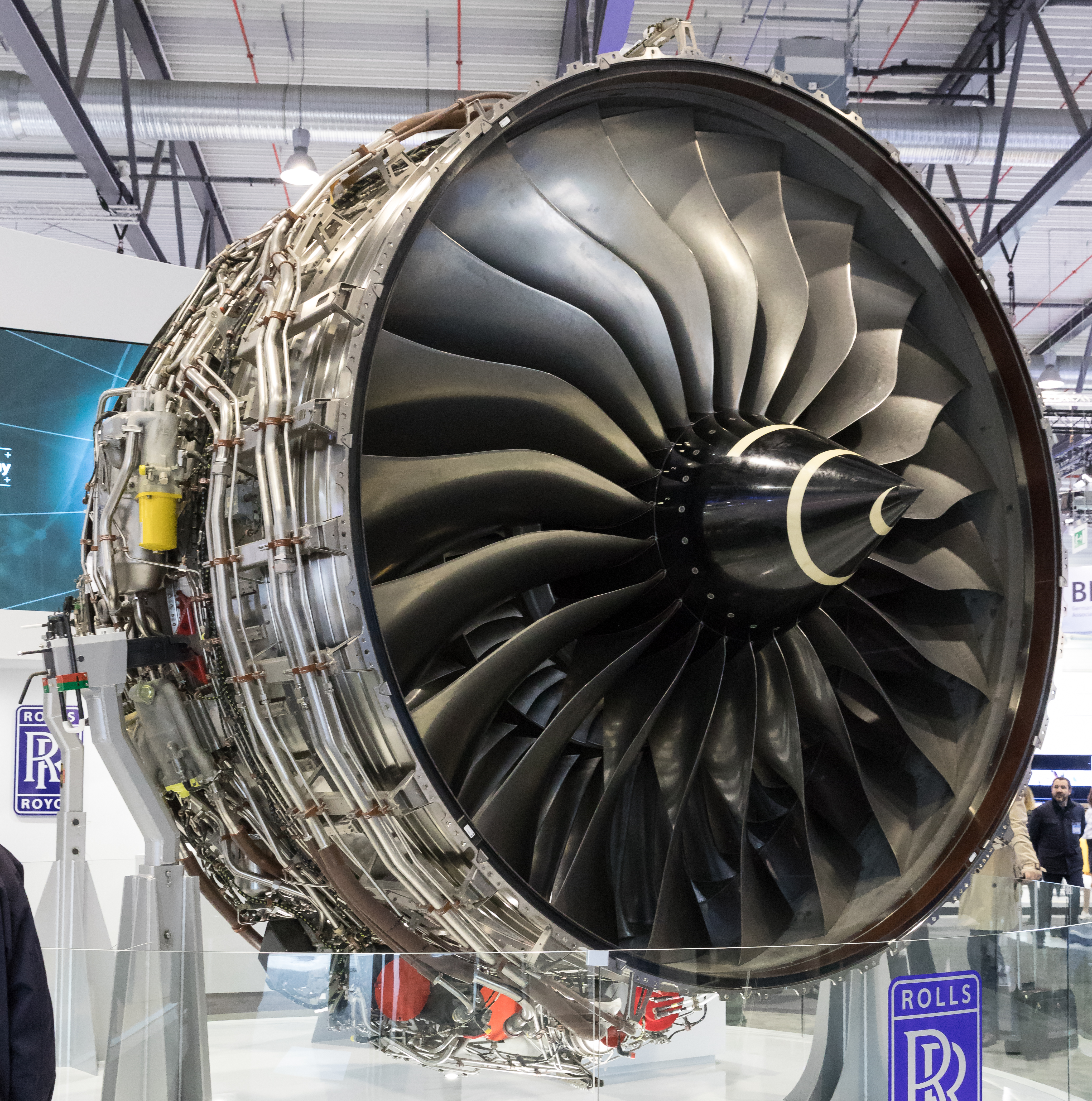
Fan de 22 pales, diamètre de 3 m.

Le Trent XWB est un turboréacteur à double flux à fort taux de dilution, de type axial, conservant l’architecture coaxiale à trois arbres caractéristique des moteurs Trent de Rolls-Royce. La soufflante de 3 mètres est entraînée par une turbine à 6 étages ; un compresseur IP à 8 étages est entraîné par une turbine à 2 étages, et un compresseur HP à 6 étages est entraîné par une turbine à un seul étage, tournant dans le sens inverse des deux autres. La chambre de combustion annulaire comporte 20 injecteurs de carburant, et le moteur est contrôlé par un FADEC (système de régulation électronique numérique à pleine autorité) redondant à deux canaux.
Il se distingue des précédents moteurs Trent par l’emploi d’une turbine IP à deux étages, contre un seul auparavant.
La version du moteur délivrant 97 000 livres de poussée (environ 431 kN) pour l’A350-1000 conserve une soufflante de 3 m de diamètre, mais le cœur est 5 % plus grand. Cette poussée supplémentaire impose une augmentation de 6 % de la vitesse de rotation de la soufflante, nécessitant un renforcement pour supporter les forces accrues exercées sur les pales. Le moteur emploie des pales de soufflante en titane plus épaisses et un carter de soufflante renforcé, tout en intégrant des technologies issues du programme de recherche européen Environmentally Friendly Engine (EFE). La température maximale de fonctionnement du cœur a également été augmentée.

## Commandes
Le 18 juin 2007, Rolls-Royce a annoncé avoir signé un contrat avec Qatar Airways d'une valeur de 5,6 milliards de dollars US (au prix catalogue), pour motoriser 80 Airbus A350 XWB. Cela équivaut à environ 35 millions de dollars par moteur.

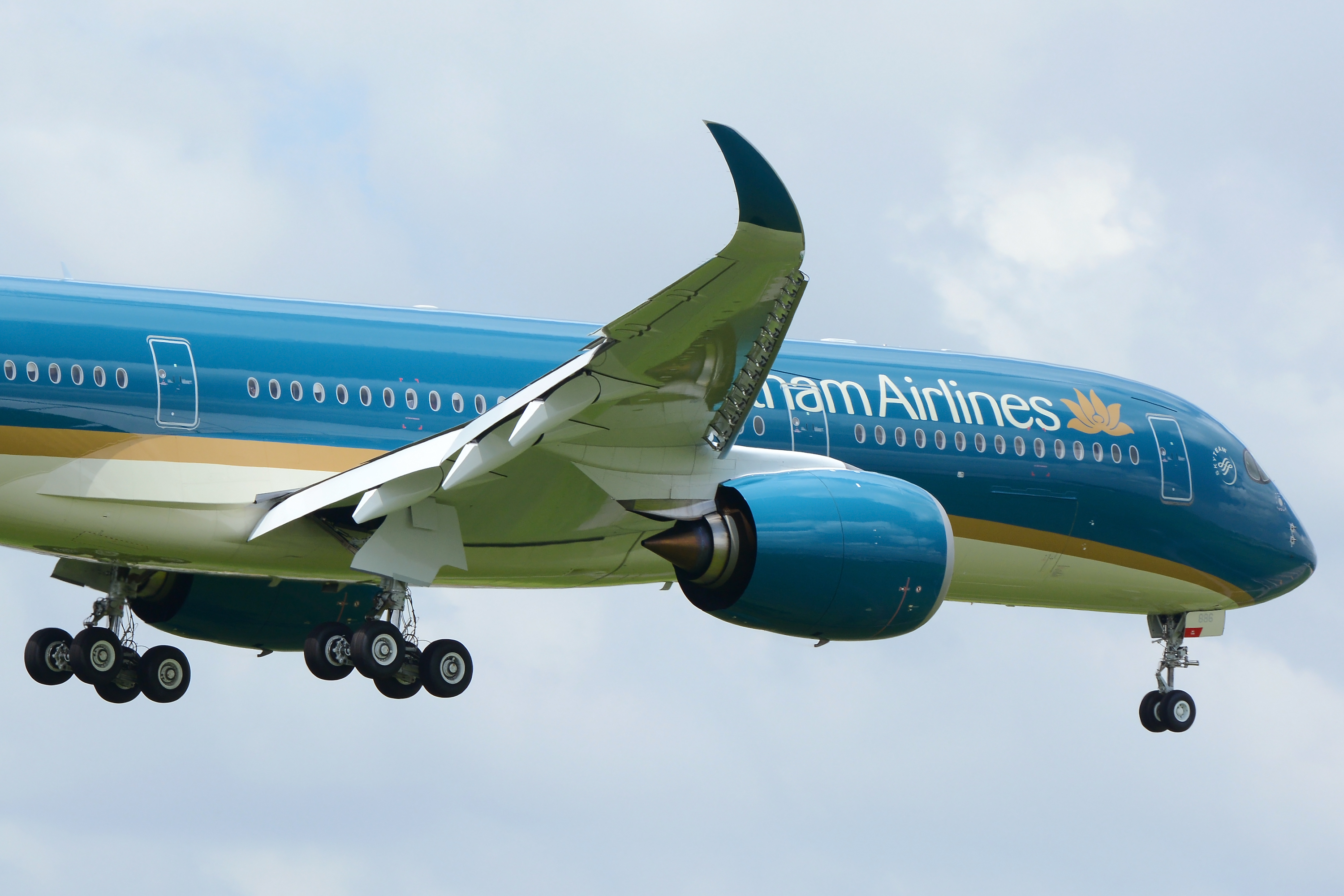
Un Airbus A350-900 de Vietnam Airlines équipé de moteurs Trent XWB.

Un important contrat avec Emirates a été annoncé le 11 novembre 2007, concernant 70 avions motorisés par des Trent XWB : 50 A350-900 et 20 A350-1000, avec 50 options supplémentaires. Les livraisons étaient prévues à partir de 2014, pour une valeur potentielle de 8,4 milliards de dollars US, options incluses. Cependant, le 11 juin 2014, Airbus a annoncé qu’Emirates avait décidé d’annuler sa commande de 70 A350 XWB.
En juillet 2015, plus de 1 500 moteurs avaient été vendus à 40 clients. Rolls-Royce a proposé un contrat de maintenance à Vietnam Airlines d’une valeur de 340 millions de livres sterling pour 14 avions, soit environ 12 millions de livres par moteur.
Le 15 décembre 2023, Rolls-Royce a annoncé que Turkish Airlines avait commandé 100 moteurs XWB-84 et 40 moteurs XWB-97. En tenant compte des 66 moteurs Trent déjà exploités par la compagnie, celle-ci devient ainsi le plus grand opérateur mondial de moteurs Trent XWB avec un total proche de 210 unités.